# Premio Ariel per il miglior film
Il Premio Ariel per il miglior film (Ariel a mejor película) è un riconoscimento annuale del Premio Ariel assegnato al miglior film di produzione messicana scelto dall'Academia Mexicana de Artes y Ciencias Cinematográficas. Il premio, chiamato anche Ariel de oro, viene assegnato ad una sola pellicola ma vuole premiare l'insieme delle persone che hanno collaborato alla sua realizzazione, sia il personale tecnico che artistico.
Tra i premiati figurano film entrati nella storia del cinema come Enamorada di Emilio Fernández interpretato da María Félix e Pedro Armendáriz o  I figli della violenza (Los olvidados),  di Luis Buñuel.
Tra gli ultimi premiati Roma di Alfonso Cuarón.

## Vincitori e candidati
I vincitori sono indicati in grassetto, a seguire gli altri candidati.

### Anni 1940-1949
- 1946: La barraca, regia di Roberto Gavaldón
  - Abbandonata (Las abandonadas), regia di Emilio Fernández
  - Crepúsculo, regia di Julio Bracho
- 1947: Enamorada, regia di Emilio Fernández
  - Campeón sin corona, regia di Alejandro Galindo
  - Vita rubata (La otra), regia di Roberto Gavaldón
- 1948: La perla, regia di Emilio Fernández
  - Bel Ami, regia di Antonio Momplet
  - Cinque volti di donna (Cinco rostros de mujer), regia di Gilberto Martínez Solares
- 1949: Il mostro di Rio Escondido (Río Escondido), regia di Emilio Fernández
  - Que Dios me perdone, regia di Tito Davison
  - Rosenda, regia di Julio Bracho

### Anni 1950-1959
- 1950: Una familia de tantas, regia di Alejandro Galindo
  - Dimenticati da Dio (Pueblerina), regia di Emilio Fernández
  - El dolor de los hijos, regia di Miguel Zacarías
- 1951: I figli della violenza (Los olvidados), regia di Luis Buñuel
  - Femmina diabolica (Doña Diabla), regia di Tito Davison
  - Otra primavera, regia di Alfredo B. Crevenna
- 1952: Nel palmo della mano (En la palma de tu mano), regia di Roberto Gavaldón
  - Deseada, regia di Roberto Gavaldón
  - Doña Perfecta, regia di Alejandro Galindo
- 1953: Nessun vincitore
  - Mi esposa y la otra, regia di Alfredo B. Crevenna
  - Salita al cielo (Subida al cielo), regia di Luis Buñuel
  - Santa Cruz (El rebozo de Soledad), regia di Roberto Gavaldón
- 1954: El niño y la niebla, regia di Roberto Gavaldón
  - Le tre moschettiere (Las tres perfectas casadas), regia di Roberto Gavaldón
  - Un divorcio, regia di Emilio Gómez Muriel
- 1955: Los Fernández de Peralvillo, regia di Alejandro Galindo
  - Orquídeas para mi esposa, regia di Alfredo B. Crevenna
  - Sombra verde, regia di Roberto Gavaldón
- 1956: Le avventure di Robinson Crusoe (Robinson Crusoe), regia di Luis Buñuel
  - Estasi di un delitto (Ensayo de un crimen), regia di Luis Buñuel
  - Una mujer en la calle, regia di Alfredo B. Crevenna
- 1957: El camino de la vida, regia di Alfonso Corona Blake
  - La passionaria (La escondida), regia di Roberto Gavaldón
  - Talpa, regia di Alfredo B. Crevenna
- 1958: Tizoc (Amor indio), regia di Ismael Rodríguez
  - Feliz año, amor mío, regia di Tulio Demicheli
  - La culta dama, regia di Rogelio A. González
- 1959: Non assegnato

### Anni 1970-1979
Il premio è sospeso fino al ripristino nel 1972
- 1972: 
  - El águila descalza, regia di Alfonso Arau
  - Las puertas del paraíso, regia di Salomón Laiter
  - Tú, yo, nosotros, regia di Jorge Fons
- 1973: 
  - El castillo de la pureza, regia di Arturo Ripstein
  - Mecánica nacional, regia di Luis Alcoriza
  - Reed, México insurgente, regia di Paul Leduc
- 1974: El principio, regia di Gonzalo Martínez Ortega
- 1975: 
  - La choca, regia di Emilio Fernández
  - La otra virginidad, regia di Juan Manuel Torres
- 1976: Actas de Marusia: storia di un massacro (Actas de Marusia), regia di Miguel Littín
  - Canoa, regia di Felipe Cazals
- 1977: Longitud de guerra, regia di Gonzalo Martínez Ortega
- 1978: 	
  - El lugar sin límites, regia di Arturo Ripstein
  - Naufragio, regia di Jaime Humberto Hermosillo
- 1979: Cadena perpetua, regia di Arturo Ripstein
  - Anacrusa, regia di Ariel Zúñiga
  - El recurso del método, regia di Miguel Littin

### Anni 1980-1989
- 1980: El año de la peste, regia di Felipe Cazals
- 1981: Las grandes aguas, regia di Servando González
- 1982: Ora sí tenemos que ganar, regia di Raúl Kamffer
- 1983: Non assegnato
- 1984: Bajo la metralla, regia di Felipe Cazals
  - La viuda negra, regia di Arturo Ripstein
  - Nocaut, regia di José Luis García Agraz
- 1985: Frida, naturaleza viva, regia di Paul Leduc
  - Deveras me atrapaste, regia di Gerardo Pardo
  - Vidas errantes, regia di Juan Antonio de la Riva
- 1986: Veneno para las hadas, regia di Carlos Enrique Taboada
  - Los motivos de Luz, regia di Felipe Cazals
  - Redondo, regia di Raúl Busteros
- 1987: El imperio de la fortuna, regia di Arturo Ripstein
  - Amor a la vuelta de la esquina, regia di Alberto Cortés
  - Crónica de familia, regia di Diego López Rivera
- 1988: Mariana, Mariana, regia di Alberto Isaac
  - Días difíciles, regia di Alejandro Pelayo
  - Lo que importa es vivir, regia di Luis Alcoriza
- 1989: Esperanza, regia di Sergio Olhovich
  - El secreto de Romelia, regia di Busi Cortés
  - ¿Nos traicionará el presidente?, regia di Juan Fernando Pérez Gavilán

### Anni 1990-1999
- 1990: Goitia, un dios para sí mismo, regia di Diego López Rivera
- 1991: Rojo amanecer, regia di Jorge Fons
- 1992: Come l'acqua per il cioccolato (Como agua para chocolate), regia di Alfonso Arau
  - Danzón, regia di María Novaro
  - La donna di Benjamin (La mujer de Benjamín), regia di Carlos Carrera
- 1993: Cronos, regia di Guillermo del Toro
- 1994: Principio y fin, regia di Arturo Ripstein
  - Desiertos mares, regia di José Luis García Agraz
  - La vida conyugal, regia di Carlos Carrera
  - Novia que te vea, regia di Guita Schyfter
- 1995: El Callejón de los Milagros, regia di Jorge Fons
  - Bienvenido-Welcome, regia di Eduardo de la Barcena
  - Dos crímenes, regia di Roberto Sneider
  - Hasta morir, regia di Fernando Sariñana
  - Motel Eden (El jardín del Edén), regia di María Novaro
- 1996: Sin remitente, regia di Carlos Carrera
  - Dulces compañías, regia di Óscar Blancarte
  - Entre Pancho Villa y una mujer desnuda, regia di Sabina Berman e Isabelle Tardán
  - La reina de la noche, regia di Arturo Ripstein
  - Mujeres insumisas, regia di Alberto Isaac
- 1997: Cilantro y perejil, regia di Rafael Montero
  - Profundo carmesí, regia di Arturo Ripstein
  - Reclusorio, regia di Ismael Rodríguez
  - Santo Luzbel, regia di Miguel Sabido
- 1998: Por si no te vuelvo a ver, regia di Juan Pablo Villaseñor
  - De noche vienes, Esmeralda, regia di Jaime Humberto Hermosillo
  - Elisa antes del fin del mundo, regia di Juan Antonio de la Riva
- 1999: Bajo California: El límite del tiempo, regia di Carlos Bolado Muñoz
  - Il vangelo delle meraviglie (El evangelio de las maravillas), regia di Arturo Ripstein
  - Un embrujo, regia di Carlos Carrera

### Anni 2000-2009
- 2000: La ley de Herodes, regia di Luis Estrada
  - Del olvido al no me acuerdo, regia di Juan Carlos Rulfo
  - Rito terminal, regia di Óscar Urrutia Lazo
- 2001: Amores perros, regia di Alejandro González Iñárritu
  - Nadie te oye: Perfume de violetas, regia di Maryse Sistach
  - Su alteza serenísima, regia di Felipe Cazals
- 2002: Cuentos de hadas para dormir cocodrilos, regia di Ignacio Ortiz
  - De la calle, regia di Gerardo Tort
  - El gavilán de la sierra, regia di Juan Antonio de la Riva
- 2003: Il crimine di padre Amaro (El crimen del Padre Amaro), regia di Carlos Carrera
  - Aro Tolbukhin - Nella mente di un assassino (Aro Tolbukhin - En la mente del asesino), regia di Isaac-Pierre Racine, Agustí Villaronga e Lydia Zimmermann
  - Ciudades oscuras, regia di Fernando Sariñana
- 2004: El misterio del Trinidad, regia di José Luis García Agraz
  - Mil nubes de paz cercan el cielo, amor, jamás acabarás de ser amor, regia di Julián Hernández
  - Japón, regia di Carlos Reygadas
- 2005: Temporada de patos, regia di Fernando Eimbcke
  - I figli della guerra (Voces inocentes), regia di Luis Mandoki
  - Manos libres, regia di José Buil
- 2006: Mezcal, regia di Ignacio Ortiz
  - Las vueltas del citrillo, regia di Felipe Cazals
  - Noticias lejanas, regia di Ricardo Benet
- 2007: Il labirinto del fauno (El laberinto del fauno), regia di Guillermo del Toro
  - Crónicas, regia di Sebastián Cordero
  - El violín, regia di Francisco Vargas
- 2008: Luz Silenciosa (Luz Silenciosa - Stellet Licht), regia di Carlos Reygadas
  - Cobrador: In God We Trust, regia di Paul Leduc
  - Los ladrones viejos. Las leyendas del artegio, regia di Everardo González
- 2009: Sul lago Tahoe (Lake Tahoe), regia di Fernando Eimbcke
  - Intimidades de Shakespeare y Víctor Hugo, regia di Yulene Olaizola
  - Los herederos, regia di Eugenio Polgovsky
  - Voy a explotar, regia di Gerardo Naranjo

### Anni 2010-2019
- 2010: Cinco días sin Nora, regia di Mariana Chenillo
  - Corazón del tiempo, regia di Alberto Cortés
  - Norteado, regia di Rigoberto Pérezcano
- 2011: El infierno, regia di Luis Estrada
  - Abel, regia di Diego Luna
  - Chicogrande, regia di Felipe Cazals
- 2012: Pastorela, regia di Emilio Portes
  - Días de gracia, regia di Everardo Gout
  - Miss Bala, regia di Gerardo Naranjo
- 2013: El premio, regia di Paula Markovitch
  - La demora, regia di Rodrigo Plá
  - Los últimos cristeros, regia di Matias Meyer
- 2014: La gabbia dorata (La jaula de oro), regia di Diego Quemada-Díez
  - Club sándwich, regia di Fernando Eimbcke
  - Heli, regia di Amat Escalante
  - Los insólitos peces gato, regia di Claudia Sainte-Luce
  - No quiero dormir sola, regia di Natalia Beristáin
- 2015: Güeros, regia di Alonso Ruizpalacios
  - Carmín tropical, regia di Rigoberto Pérezcano
  - La dictadura perfecta, regia di Luis Estrada
  - Guten Tag, Ramón, regia di Jorge Ramírez Suárez
  - Las oscuras primaveras, regia di Ernesto Contreras
- 2016: Las elegidas, regia di David Pablos
  - 600 Millas, regia di Gabriel Ripstein
  - Gloria, regia di Christian Keller
  - La delgada línea amarilla, regia di Celso R. García
  - Un mostro dalle mille teste (Un monstruo de mil cabezas), regia di Rodrigo Plá
- 2017: La 4ª Compañía, regia di Amir Galván e Mitzi Vanessa Arreola
  - Desierto, regia di Jonás Cuarón
  - Me estás matando Susana, regia di Roberto Sneider
  - Regine della notte (Bellas de Noche), regia di Maria Jose Cuevas
  - El sueño del Mara'akame, regia di Federico Cecchetti
  - Tempestad, regia di Tatiana Huezo
  - Ti guardo (Desde allá), regia di Lorenzo Vigas
- 2018: Sueño en otro idioma, regia di Ernesto Contreras
  - Batallas íntimas, regia di Lucía Gajá
  - La libertad del Diablo, regia di Everardo González
  - La región salvaje, regia di Amat Escalante
  - Tiempo compartido, regia di Sebastian Hofmann
- 2019: Roma, regia di Alfonso Cuarón
  - La camarista, regia di Lila Avilés
  - Las niñas bien, regia di Alejandra Márquez Abella
  - Museo - Folle rapina a Città del Messico (Museo), regia di Alonso Ruizpalacios
  - Nuestro tiempo, regia di Carlos Reygadas

### Anni 2020-2029
- 2020: Non sono più qui (Ya no estoy aquí), regia di Fernando Frías de la Parra
  - Asfixia, regia di Kenya Márquez
  - Cómprame un revólver, regia di Julio Hernández Cordón
  - Esto no es Berlín, regia di Hari Sama
  - Polvo, regia di José María Yazpik
- 2021: Sin señas particulares, regia di Fernanda Valadez
  - Las tres muertes de Marisela Escobedo, regia di Carlos Pérez Osorio
  - Il ballo dei 41 (El baile de los 41), regia di David Pablos
  - Los Lobos, regia di David Pablos
  - Selva trágica, regia di Yulene Olaizola